# Вигерский (национальный парк)
Вигерский национальный парк (пол. Wigierski Park Narodowy) — национальный парк на северо-востоке Польши, в Подляском воеводстве. Включает в себя территорию Мазурского поозёрья и Августовскую пущу. Является также объектом Рамсарской конвенции. Главное управление парка находится в городе Сувалки.

## История и география
Парк был создан 1 января 1989 года с площадью 149,56 км². В настоящее время площадь немного больше — 150,86 км², из которых 94,64 км² занимают леса; 29,08 км² занимают внутренние воды и 27,14 км² занимают прочие территории.
Ландшафт парка в большей мере был сформирован ледником, проходившим через этот регион около 12 тысяч лет назад. Ледник медленно отступал на север, образуя долины, многие из которых были заполнены водой и образовали озёра. Северная часть парка — холмиста, с высотой до 180 м над уровнем моря. Южная часть — более равнинная и лесистая. Самое большое озеро парка, Вигры, площадь которого составляет 21,87 км², а максимальная глубина — 73 м, дало ему название. Кроме того, на территории парка имеется ещё 41 озеро. Крупнейшая река — Чарна Ханьча, которая впадает в озеро Вигры и далее вытекает из него.

## Флора и фауна
В парке обитает более 1700 видов животных, включая 46 видов млекопитающих, 202 вида птиц, 12 видов амфибий и 5 видов рептилий. Наиболее характерным животным парка можно считать обыкновенного бобра; в настоящее время насчитывается более 250 особей. Встречаются также и евразийские волки. В реках и озёрах обитает 32 вида рыбы. Большая часть лесов — пихтовые, значительные площади занимают также торфяные болота.

## Туризм
Северо-восток Польши является популярным местом отдыха, особенно в летнее время. Через Вигерский национальный парк проходит около 190 км туристических маршрутов. Сезон прохождения водных маршрутов парка продолжается с 1 мая по 31 октября. Популярным видом отдыха в парке является также рыбалка. Имеется развитая туристическая инфраструктура.

## Галерея

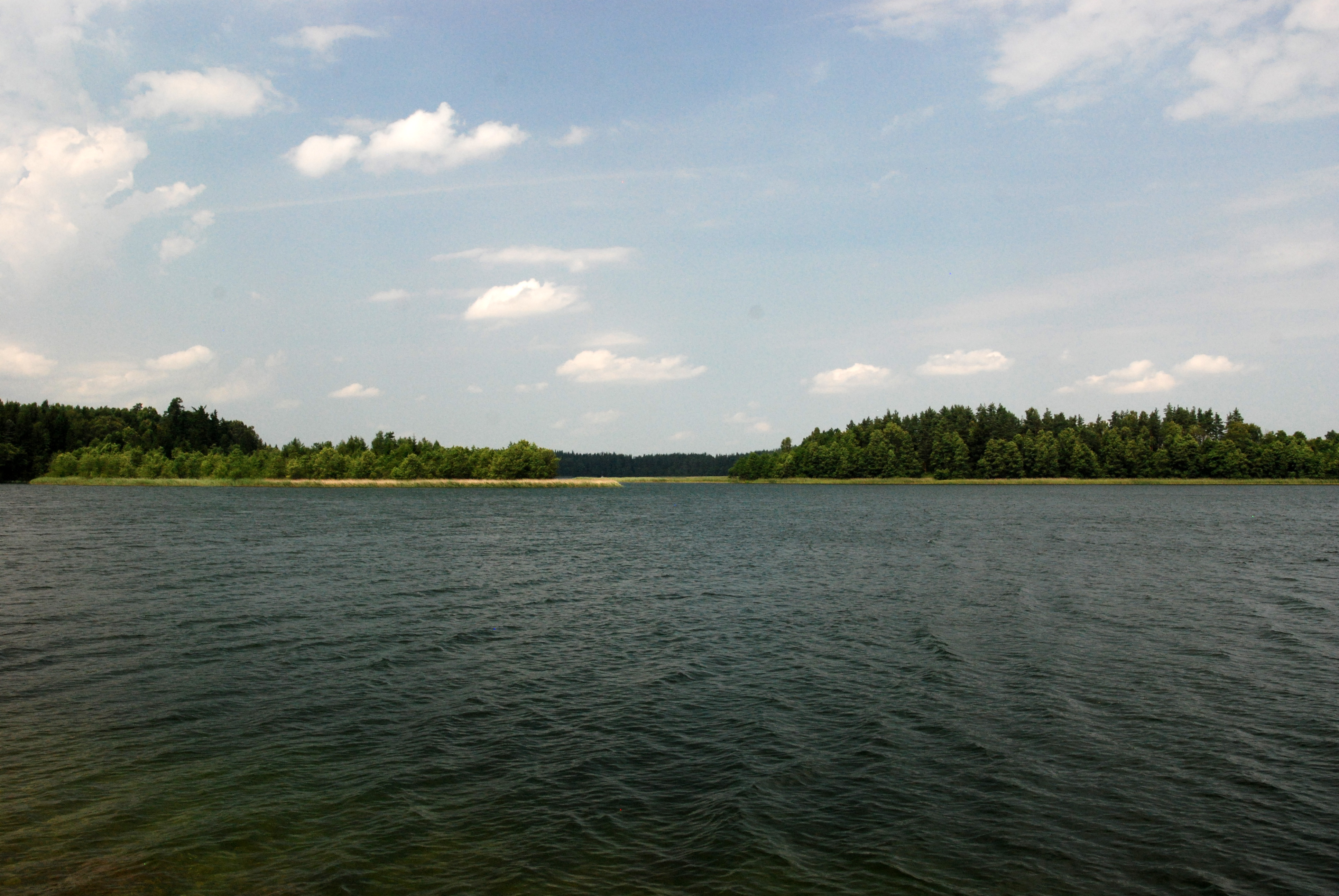
Озеро Вигры
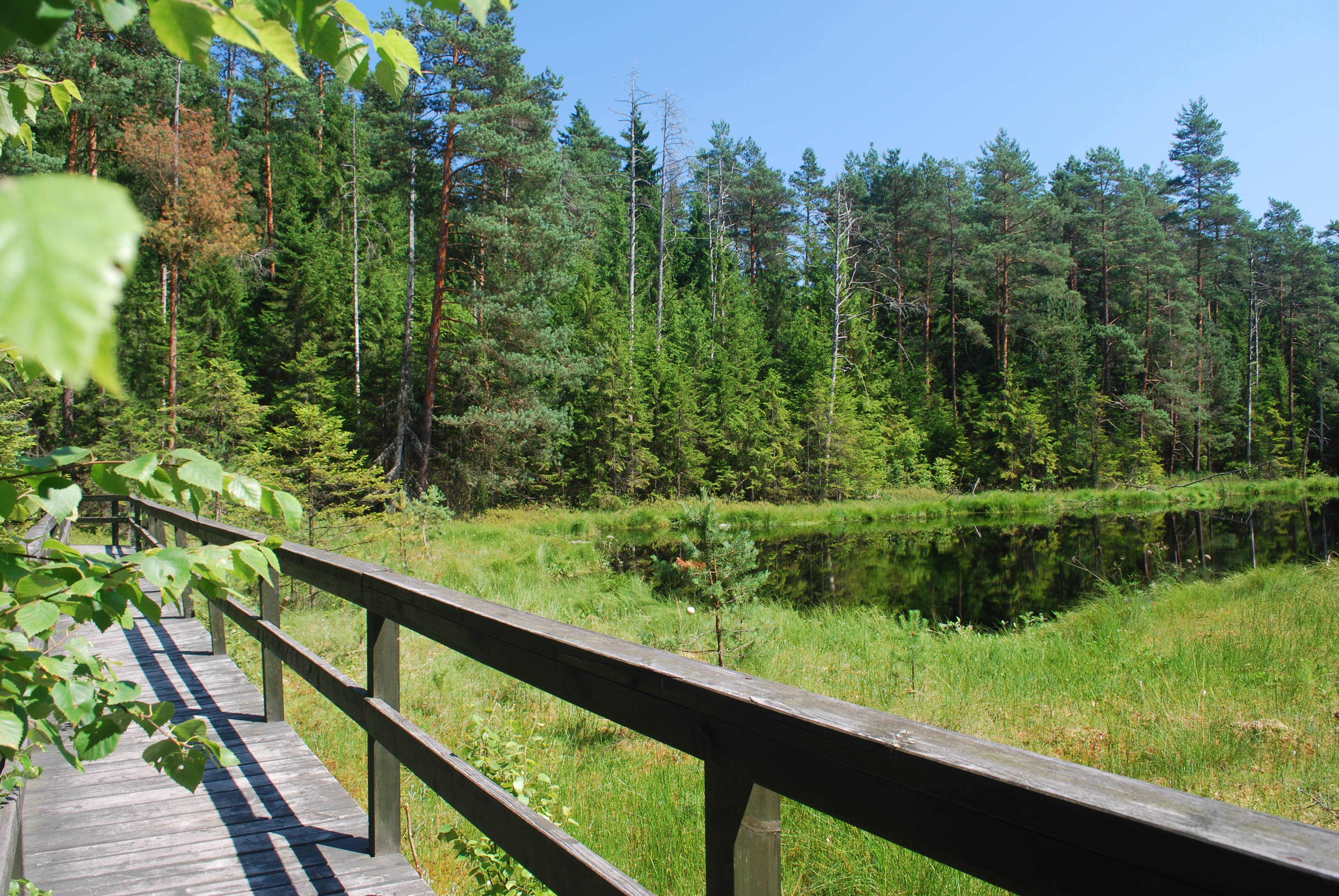
Мост через болото
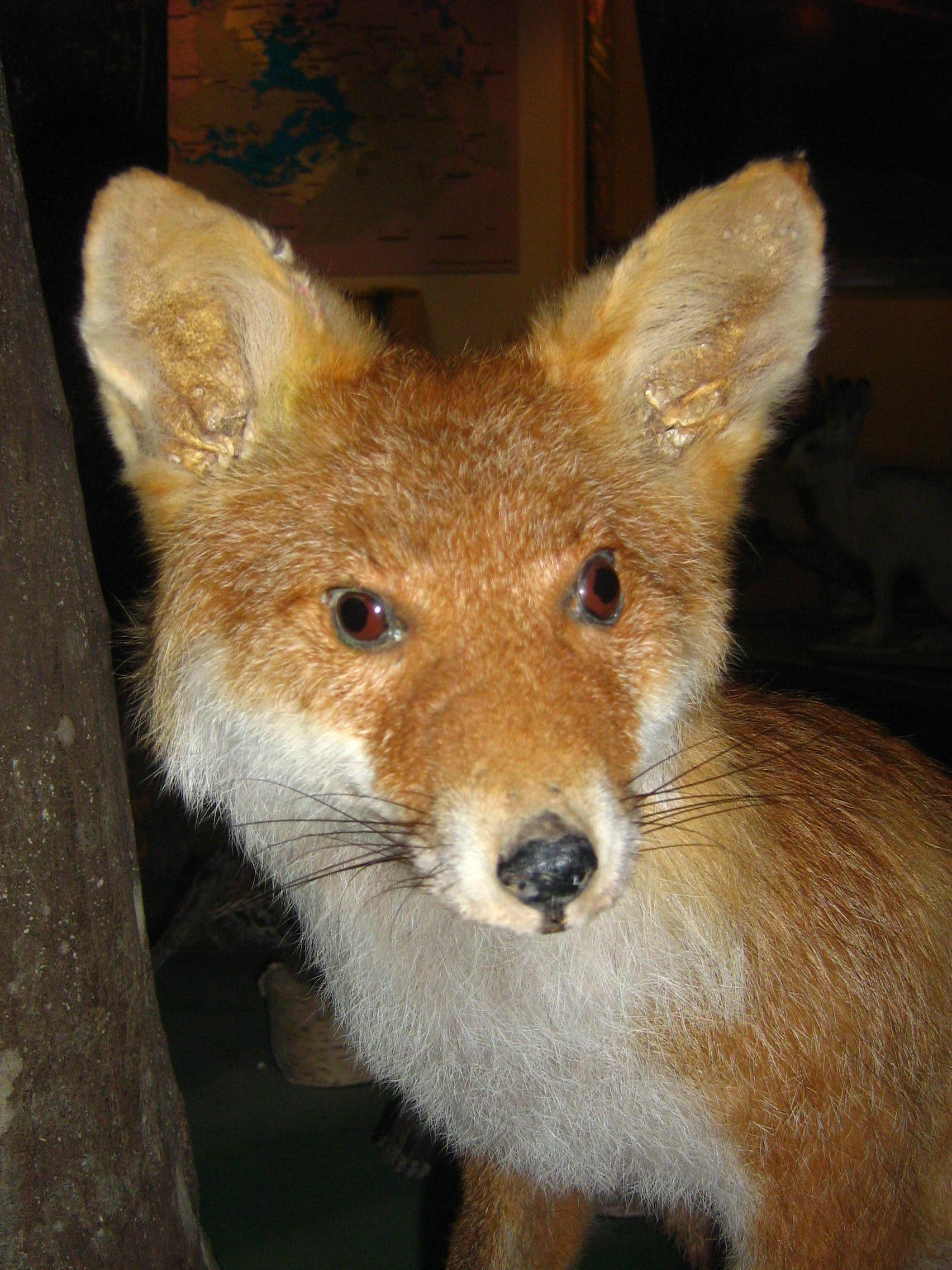
Обыкновенная лисица, экспонат в здании управления парком
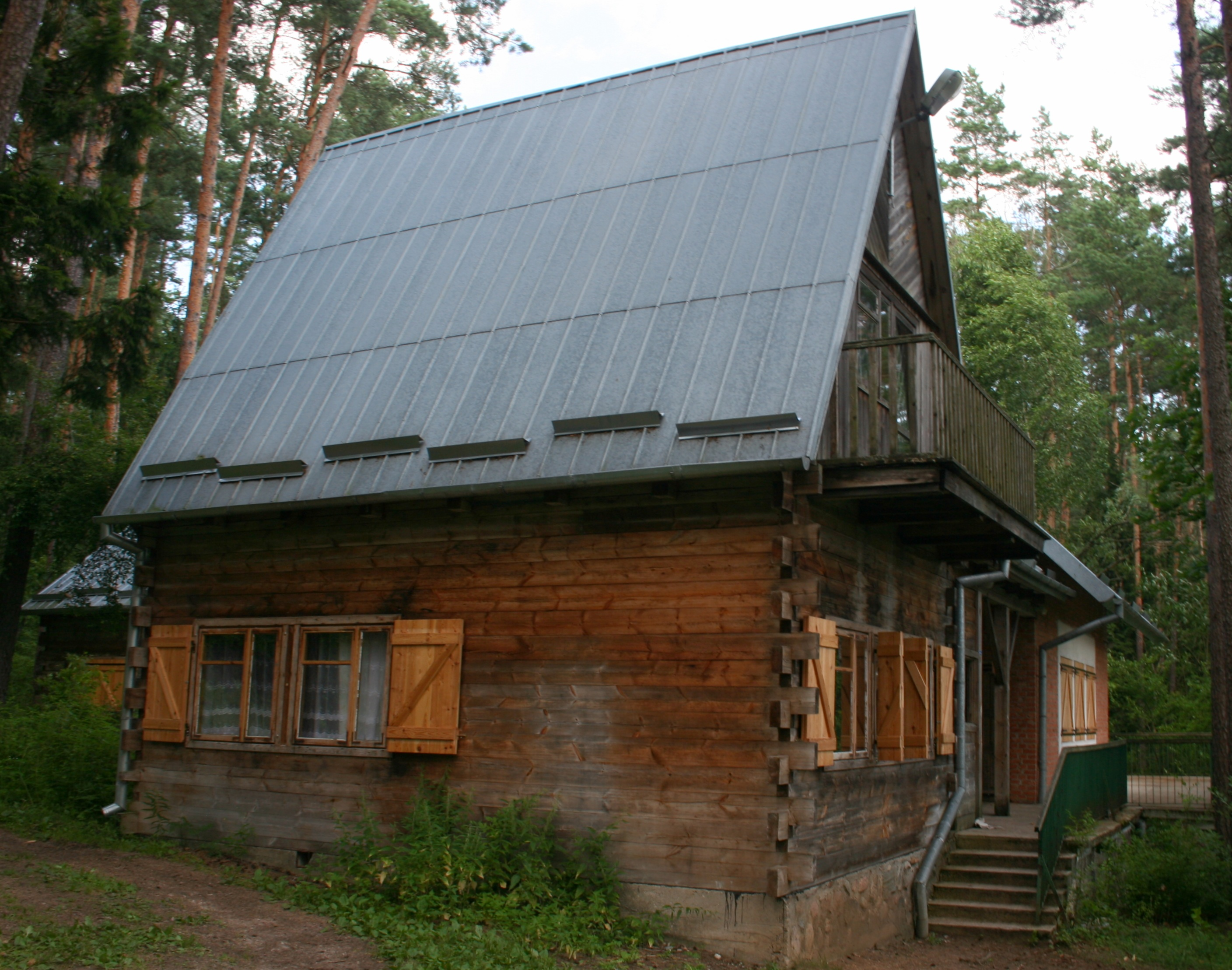
Образовательный центр на западном берегу озера